# Seeburger See
Der Seeburger See, auch das „Auge des Eichsfelds“ genannt, liegt im Landkreis Göttingen, etwa 15 Kilometer östlich von Göttingen. Am östlichen und westlichen Seeufer befinden sich die Orte Bernshausen und Seeburg. Durch den See fließt die Aue, ein linker Nebenfluss der Suhle.

## Beschreibung
Der Seeburger See ist die größte natürliche Wasserfläche in Südniedersachsen. Die Wasserfläche ist 86,5 Hektar (0,865 km²) groß; die Uferlinie umfasst 3,67 Kilometer. Die größte Nord-Süd-Ausdehnung beträgt rund 1,2 Kilometer, west-östlich sind es knapp 1,1 Kilometer. Als maximale Tiefe werden 3,5 Meter genannt. Das Gewässer befindet sich über der Lösungszone eines Steinsalzlagers aus der Zechsteinzeit. Es entstand durch den Einsturz eines unterirdischen Hohlraumes. Eine auf diese Art entstandene Oberflächenformation wird auch als Erdfall bezeichnet.

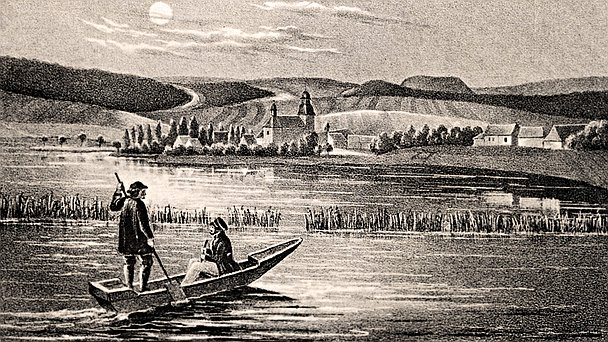
Lithographie von Carl Duval, 19. Jahrhundert

Der See und ein großer Teil der Uferzone stehen unter Naturschutz („Naturschutzgebiet Seeburger See“); bestimmte Bereiche des Sees wurden dennoch für Bade-, Ruder-, Segel- und Angelsport freigegeben. Zum Fischbestand gehören Aal, Hecht, Zander, Schleie, Karpfen, Rotfeder, Weißfisch und Forelle.
Die Gewässerqualität des Seeburger Sees ist aufgrund hoher Eutrophierung nur mäßig. Als wesentlichste Ursache gelten Nährstoffeinträge aus der umgebenden Landwirtschaft, die insbesondere über die Aue eingeschwemmt werden.
In der Folge entsteht in manchen Sommermonaten eine Blaualgen-Blüte. In einigen Jahren trat ein Fischsterben auf, wobei im August 2006 vor allem Aale betroffen waren.

## Tourismus

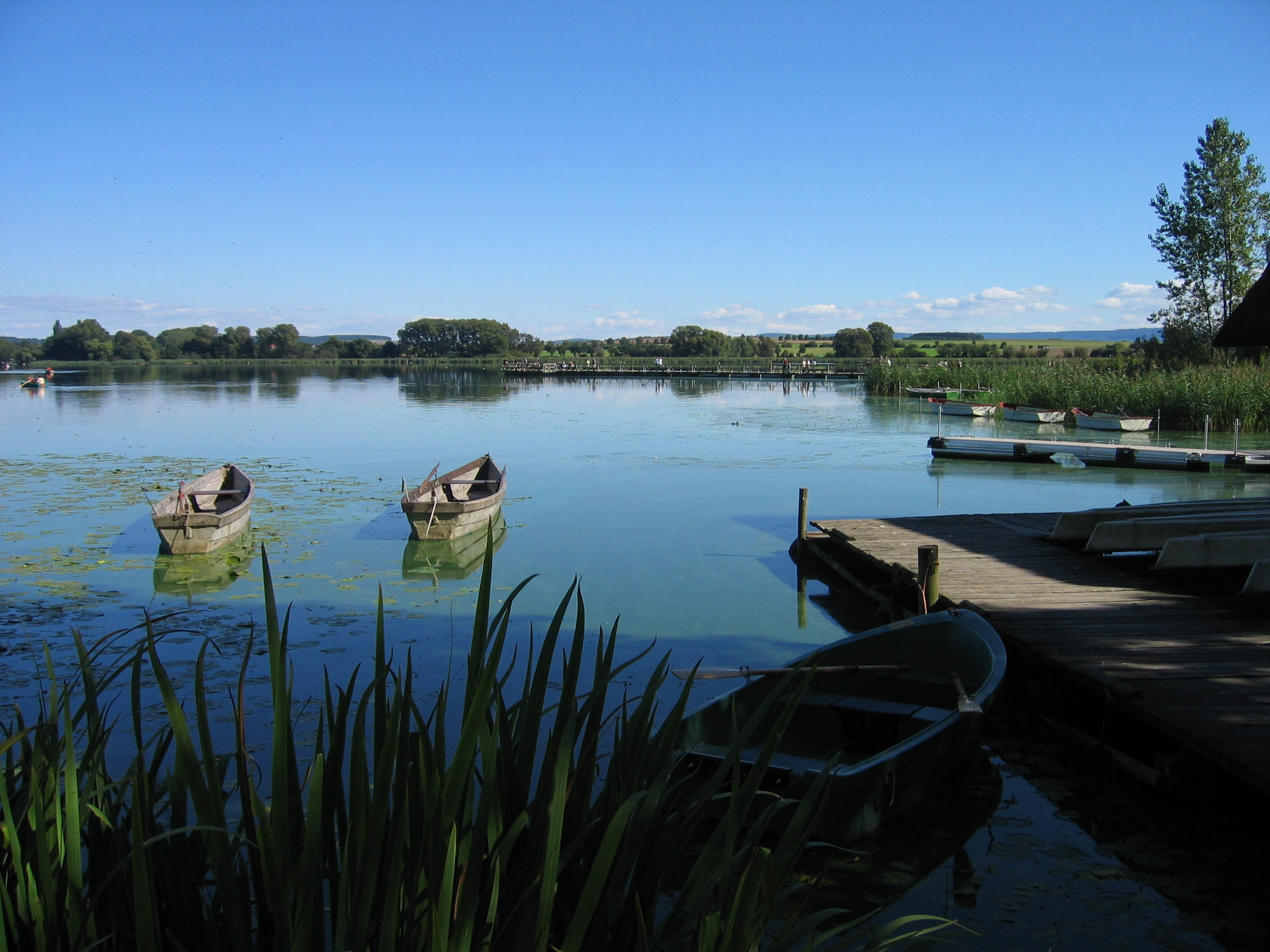
Bootsverleih in Seeburg

Der See ist in der Region ein sehr beliebtes Ausflugs- und Urlaubsziel. Neben einem Naturseefreibad, einem Bootsverleih und einem Restaurant, Café und Biergarten direkt am Seeufer gibt es in unmittelbarer Nähe einen Abenteuerspielplatz, Tennisplätze, eine Minigolfanlage, einen Campingplatz sowie ein Natur-Informationszentrum. Die Anzahl der Tagesgäste im Naturschwimmbad liegt bei 15.000 in der Saison, hinzu kommen etwa 100 Jahres- und Familienkarten.
Es sind diverse Wander- und Radwanderwege ausgewiesen, darunter ein 4,5 Kilometer langer Rundwanderweg um den See mit sieben Stationen, die auf Besonderheiten dieses Gebietes hinweisen. Segeln und Angeln sind nach Anmeldung möglich. In der Umgebung wurde vom Landkreis Göttingen das Renaturierungs-Projekt „Seeanger, Westersee und Luttersee“ gestartet, das vor allem die Wiedervernässung verlandeter und trockengelegter Feuchtgebiete betreibt.

## Geschichte

Haubentaucher

Entstanden ist der Seeburger See vor etwa 10.000 Jahren durch einen Erdfall, als der Boden über einem ausgelaugten Salzstock einbrach.
Eine erste schriftliche Erwähnung findet sich in einer Urkunde aus dem Jahre 1312, in der zwei Seen namens Westersee und Luttersee in der Nähe des Ortes Seeburg genannt werden: in duobus lacubus suis iuxta Seborch, minoribus videlicet, quorum unus vocatur Westerse, alius vero Lutterse.
Am Seeufer entstanden einige Außenaufnahmen für den Heinz-Erhardt-Film Vater, Mutter und neun Kinder (1958).
1976 wurden der See und ein großer Teil der Uferzone unter Naturschutz gestellt.

## Verlandungsproblematik
Durch das Eindringen von Schlamm und Nährstoffen befindet sich der See in einem andauernden Prozess der Verlandung. Durch die landwirtschaftliche Nutzung der umgebenden in Hanglage liegenden Felder wird diese Entwicklung zusätzlich beschleunigt. 2014 wurden Maßnahmen eingeleitet, mit Hilfe von Sedimentrückhaltebecken und Querriegeln den Eintrag von Sedimenten in den See zu verringern und damit den Verlandungsprozess zu verlangsamen.

## Naturschutzgebiet
Das 119 ha große Naturschutzgebiet mit dem Kennzeichen NSG BR 038 umfasst den Seeburger See und einen ringsum verlaufenden Landstreifen mit Sumpfwald, Feuchtgebüschen und Grünland. Das Gebiet ist Lebensraum verschiedener, zum Teil gefährdeter Tier- und Pflanzenarten. Der Seeburger See ist Brut- und Rastgebiet verschiedener Vogelarten wie Teichrohrsänger und Haubentaucher sowie Jagdgebiet für Fledermausarten. Das NSG ist Teil des FFH-Gebietes Nr. 140 Seeburger See und des EU-Vogelschutzgebietes V19 Unteres Eichsfeld.